# Pseudoloris
Pseudoloris es un género extinto de primate haplorrino que existió en Europa durante el Eoceno y Oligoceno. Sus restos fósiles han aparecido en España, Francia y Reino Unido. Se trata de animales insectívoros de hábitos probablemente nocturnos.